# Howard Carter
Howard Carter (9 tháng 5 năm 1874 – 2 tháng 3 năm 1939) là một nhà khảo cổ học và nhà Ai Cập học người Anh, là người chủ chốt trong việc khám phá lăng mộ của Pharaon Vương triều thứ Mười Tám của Ai Cập Tutankhamun vào tháng 11 năm 1922.

## Bắt đầu sự nghiệp
Howard Carter được sinh ra tại London, Anh. Ông là con trai của Samuel Carter, một nghệ sĩ, người đã đào tạo ông theo bước chân của mình và mẹ ông là Martha Joyce (Sands) Carter.
Năm 1891, ở tuổi 17, ông là một nghệ sĩ trẻ tài năng và được gửi sang Ai Cập do Quỹ thăm dò Ai Cập để hỗ trợ Percy Newberry trong việc khai quật và ghi chép về các ngôi mộ thời kỳ Trung Cổ của Ai Cập tại Beni Hasan. Ngay cả lúc đó còn trẻ, ông đã có sáng tạo trong việc cải thiện các phương pháp sao chép những hình trang trí của các ngôi mộ. Năm 1892, ông làm việc dưới sự giám hộ của Flinders Petrie cho một công trình tại Amarna, thủ đô được thành lập bởi pharaoh Akhenaten. Từ 1894 đến 1899, ông đã làm việc với Édouard Naville tại Deir el-Bahari, nơi ông ghi lại các phù điêu trên tường trong đền thờ của Hatshepsut.
Năm 1899, Carter được bổ nhiệm làm Trưởng Điều tra viên thứ nhất của Cục Cổ vật Ai Cập (EAS). Ông giám sát một số các cuộc khai quật tại Thebes (bây giờ được gọi là Luxor) trước khi được chuyển giao trong năm 1904 sang Thanh tra vùng Hạ Ai Cập. Carter đã từ chức vào năm 1905 sau cuộc điều tra về một cuộc ẩu đả giữa bảo vệ lăng mộ của Ai Cập và một nhóm khách du lịch Pháp, mà trong đó ông đứng về phía nhân viên Ai Cập (được gọi là vụ Saqqara).

## Cái chết

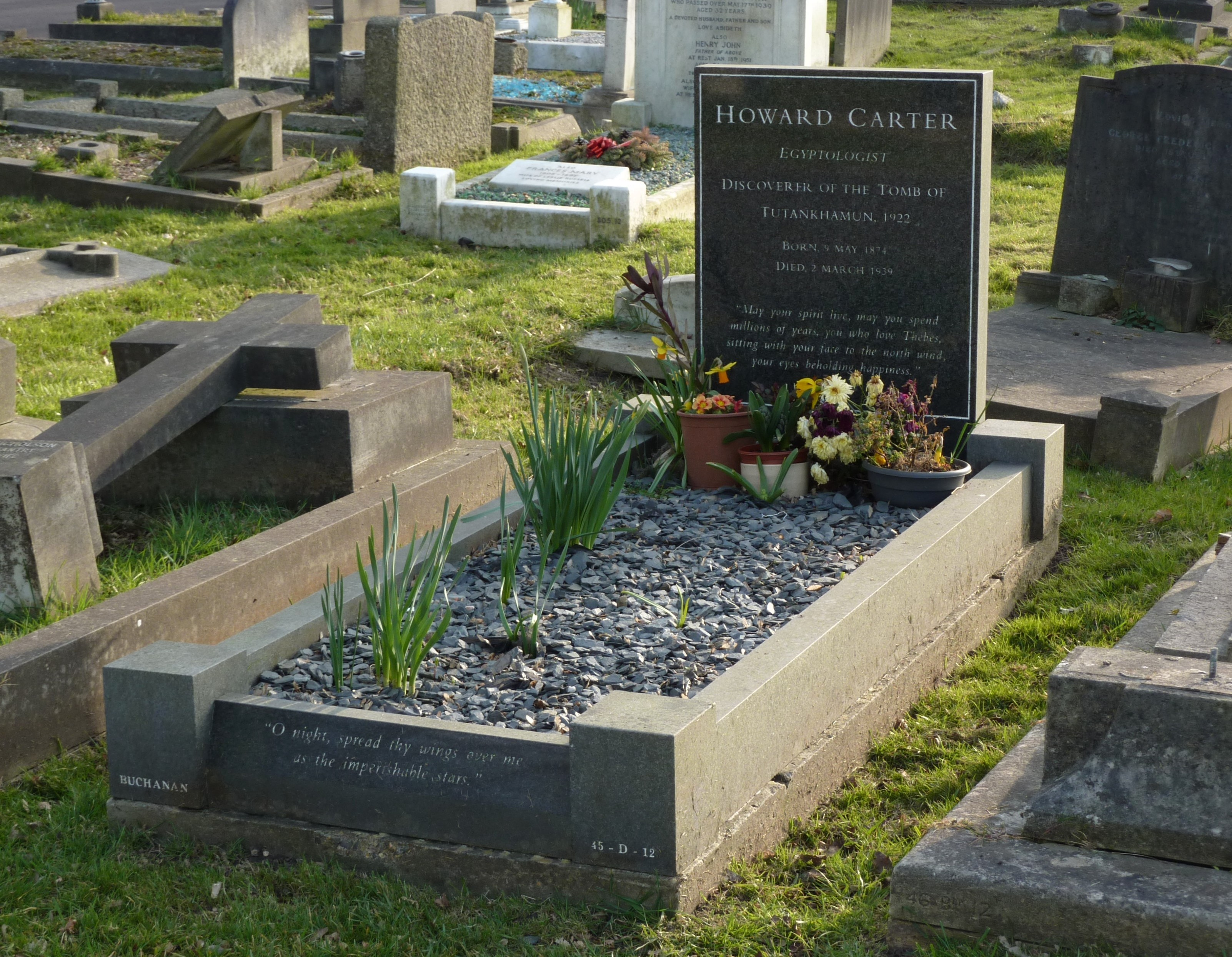
Ngôi mộ của Howard Carter ở nghĩa trang Putney Vale, Luân Đôn, năm 2015

Carter chết vì bệnh ung thư ở tuổi 65 vào ngày 2 tháng 3 năm 1939 tại Luân Đôn. Cái chết tự nhiên của Carter xảy ra rất lâu sau khi ông khai quật mộ của Tutankhamun cho thấy lời nguyền của pharaon chưa chắc đã đúng.